# Pachytriton moi
Pachytriton moi — вид земноводних родини саламандрові ряду Хвостаті.

## Поширення
Цей вид є ендеміком  Китаю. Він зустрічається на північному сході
провінції Гуансі у  Ґуансі-Чжуанському автономному районі . Відомий лише з околиць гори Мао, де був зібраний з гірських струмків на висоті 900–1600 м.

## Опис
Тіло завдовжки 100 мм. Вид описаний з одного дорослого самця і п'яти неповнолітніх. Він має гладку шкіру і масивне, міцне тіло. Голова велика, квадратно-овальної форми, плоска, якщо дивитися в профіль. Морда довга, обрізана, нижня щелепа злегка виступає. Ніздрі близько посаджені до кінчика морди. Губні складки можна побачити в задній половині верхньої щелепи.
Саламандра має рівномірне темно-коричневе забарвлення на спинний стороні тіла і світло-коричневе з дрібними помаранчевими плямами на черевній стороні.